# Bundesstraße 33a
Pour les articles homonymes, voir Route 33A.
La Bundesstraße 33a est une Bundesstraße du Land de Bade-Wurtemberg.

## Géographie
Elle mène de la B 3 et de la B 33 entre Offenbourg et l'échangeur autoroutier d'Offenbourg sur la Bundesautobahn 5.